# Thaumactena ensis
Thaumactena ensis è un animale estinto, appartenente agli ctenofori. Visse nel Cambriano inferiore (circa 520 milioni di anni fa) e i suoi resti fossili sono stati ritrovati in Cina, nella ben nota fauna di Chengjiang.

## Descrizione
Questo animale era dotato di un corpo allungato, e di un organo apicale allungato e simile a un cono, contenente resti organici carboniosi; è probabile che questo organo apicale contenesse uno statolite. La parete dell'organo apicale si diramava a partire dalla cavità orale in una serie di otto spuntoni rigidi, sottili e leggermente ricurvi (conservatisi come bande di ossidi di ferro scuri). Le barre trasversali disposte in file longitudinali sono state interpretate come file a pettine, e si trovano su entrambi i lati di ogni spuntone. Le barre sono conservate in rilievo, ma non mostrano altre caratteristiche e non vi sono prove di cilia fuse, tipiche invece degli attuali ctenofori. Gli spuntoni si assottigliano verso la zona orale, e si estendono fino alla fine della regione orale. Attorno a quest'ultima, gli spuntoni e la membrana divergono fino a formare un "velo orale".

## Classificazione
Thaumactena venne descritto per la prima volta nel 2015, ed è stato attribuito agli ctenofori. A differenza di molti omologhi attuali, tuttavia, Thaumactena era sprovvisto di tentacoli, aveva un corpo sclerotizzato e possedeva otto coppie di righe a pettine. Thaumactena e i suoi stretti parenti sono stati in seguito riconosciuti in gruppo monofiletico (Scleroctenophora) all'interno degli ctenofori (Ou et al., 2015).